# 179-й истребительный авиационный полк
179-й истребительный авиационный Ярославский ордена Суворова полк (179-й иап) — воинская часть Военно-воздушных сил (ВВС) Вооружённых Сил РККА, принимавшая участие в боевых действиях Великой Отечественной войны.

## Наименования полка

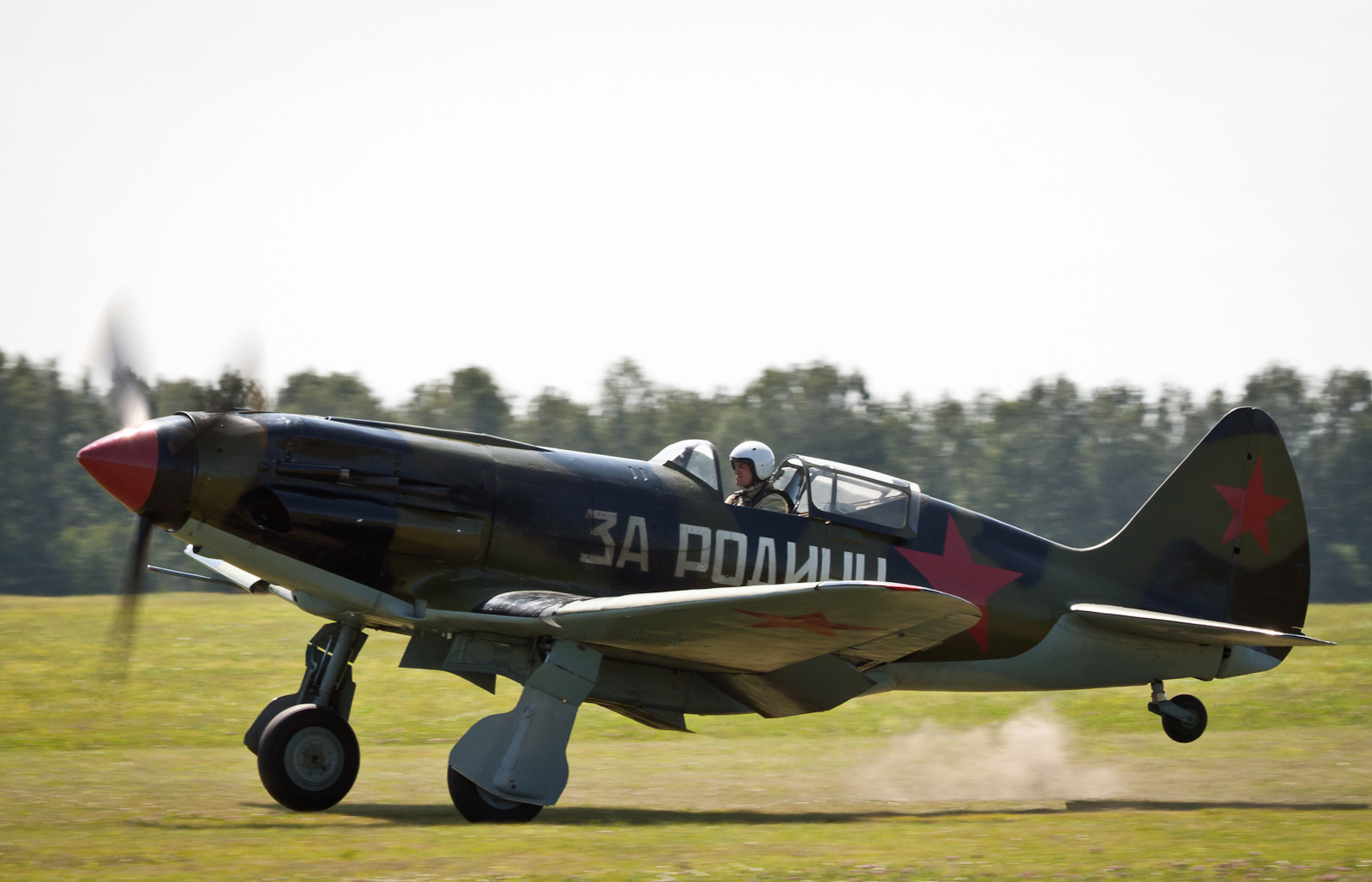
Самолёт МиГ-3

За весь период своего существования полк несколько раз менял своё наименование:
- 179-й истребительный авиационный полк;
- 179-й отдельный корректировочный авиационный полк (15.11.1942 г.);
- 179-й истребительный авиационный полк (25.10.1943 г.);
- 179-й истребительный авиационный Ярославский полк (10.08.1944 г.);
- 179-й истребительный авиационный Ярославский ордена Суворова полк (17.05.1945 г.);
- 179-й истребительный авиационный Ярославский ордена Суворова полк ПВО (17.05.1960 г.);
- 179-й истребительный авиационный Ярославский ордена Суворова полк (1979 г.);
- 179-й авиационный Ярославский ордена Суворова полк истребителей-бомбардировщиков (1979 г.);
- 179-й истребительный авиационный Ярославский ордена Суворова полк (17.03.1988 г.);
- 179-й истребительный авиационный Ярославский ордена Суворова полк ПВО (17.03.1988 г.);
- 179-й истребительный авиационный Ярославский ордена Суворова полк ВВС Украины (01.01.1992 г.);
- 10-я авиационная база (01.10.1994 г.);
- Полевая почта 21815.

## Создание полка
179-й истребительный авиационный полк начал формироваться 30 мая 1941 года согласно Приказу НКО СССР в составе 3-го авиационного корпуса дальней бомбардировочной авиации ВВС Западного Особого военного округа на аэродроме Шаталово Смоленской области. 26 июня 1941 года имея 20 лётчиков, полк убыл в ВВС Московского военного округа на аэродром Монино для переучивания на истребители МиГ-3. Формирование на самолётах МиГ-3 завершено 27 августа 1941 года, полк имел в боевом составе 19 МиГ-3 и 24 лётчика.

## Переформирование полка

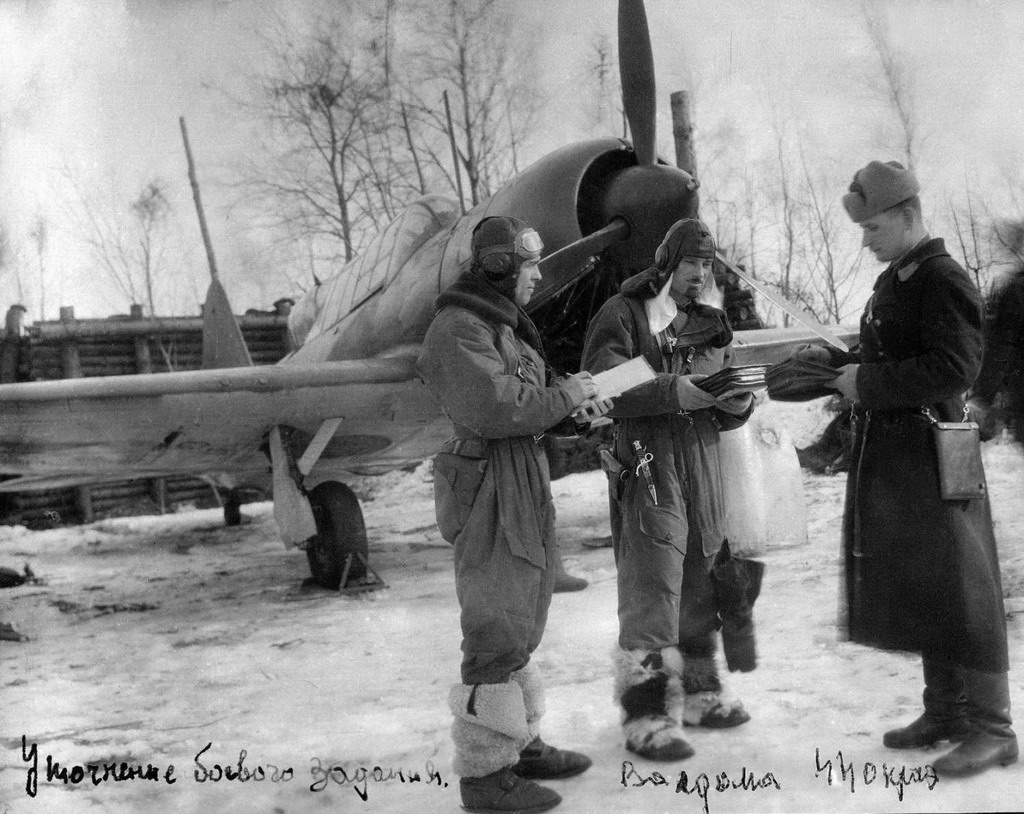
Самолёт Су-2. Постановка задачи на вылет. 1944 год

- После включения в состав полка 15 ноября 1942 года 21-й отдельной корректировочной эскадрильи (10 Су-2), полк был преобразован в отдельный корректировочный авиаполк на самолётах Су-2 и «Харрикейн».
- 16 июня 1943 года полк вновь преобразован в истребительный авиационный полк с переформированием по штату. Возобновил боевую работу в составе 204-й бад 1-й ВА Западного фронта на самолётах «Харрикейн».
- В 1979 году полк был переформирован в 179-й авиационный Ярославский ордена Суворова полк истребителей-бомбардировщиков.
- 17 марта 1988 года вновь был переформирован в истребительный авиационный полк.
- 1 января 1992 года вошёл в состав Вооружённых сил Украины и включён в 8-ю ОА ПВО.
- С октября 1994 года полк был переформирован в 10-ю авиационную базу ВВС Украины.

## Расформирование полка
Полк был расформирован в декабре 1996 года в составе ВВС Украины.

## В действующей армии
В составе действующей армии:
- с 28 августа 1941 года по 7 декабря 1941 года
- с 12 марта 1942 года по 19 октября 1943 года
- с 13 февраля 1944 года по 11 мая 1945 года.

## Командиры полка
- майор, подполковник Белокопытов Борис Александрович[3], 01.01.1942 — 11.05.1942
- майор, подполковник Кузовой Дмитрий Кузьмич[3], 17.06.1942 — 03.07.1944
- майор Коваленко Пётр Терентьевич[3], 03.07.1944 — 17.09.1945

## В составе соединений и объединений

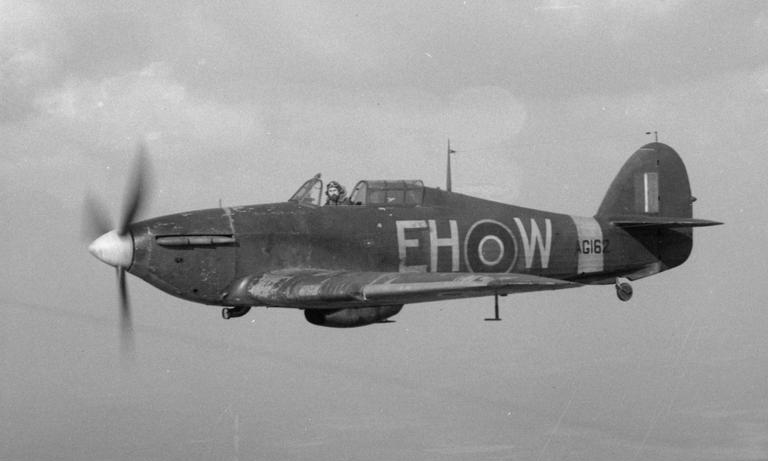
Hurricane Mk.X 55 OTU. 1941

| Период        | Фронт (округ)                 | армия                               | корпус                                                  | дивизия                                                 | примечание |
| ------------- | ----------------------------- | ----------------------------------- | ------------------------------------------------------- | ------------------------------------------------------- | --- |
| 30.05.1941 г. | Западный особый военный округ | ВВС округа                          | 3-й авиационный корпус дальней бомбардировочной авиации |                                                         | аэродром Шаталово Смоленской области |
| 26.06.1941 г. | Московский военный округ      | ВВС Московского военного округа     |                                                         |                                                         | аэродром Монино |
| 27.08.1941 г. | Московский военный округ      | ВВС Московского военного округа     |                                                         |                                                         | аэродром Монино, МиГ-3, завершил формирование, полк имел в боевом составе 19 МиГ-3 и 24 лётчика                                                                     |
| 28.08.1941 г. | Северо-Западный фронт         | ВВС фронта                          | 2-я резервная авиационная группа                        |                                                         | МиГ-3, вступил в боевые действия |
| 11.09.1941 г. | Северо-Западный фронт         | 7-я армия                           | ВВС 7-й армии                                           |                                                         | МиГ-3 |
| 06.12.1941 г. | Северо-Западный фронт         | 7-я армия                           | ВВС 7-й армии                                           |                                                         | передал 7 МиГ-3, 5 лётчиков и 9 человек ИТС в 415-й иап и убыл на доукомплектование и переучивание                                                                  |
| 16.12.1941 г. | Уральский военный округ       | ВВС Уральского военного округа      |                                                         | 17-й запасной истребительный авиационный полк           | г. Молотов, переучивание на «Харрикейн» |
| 07.03.1942 г. | Уральский военный округ       | ВВС Уральского военного округа      |                                                         | 17-й запасной истребительный авиационный полк           | г. Молотов, закончил переучивание на «Харрикейн» |
| 12.03.1942 г. | Западный фронт                | 49-я армия                          | ВВС 49-й армии                                          |                                                         | Харрикейн |
| 10.05.1942 г. | Западный фронт                | 1-я воздушная армия (СССР)          |                                                         | 202-я истребительная авиационная дивизия                | Харрикейн |
| 16.06.1942 г. | Западный фронт                | 1-я воздушная армия (СССР)          |                                                         | 204-я бомбардировочная авиационная дивизия              | Харрикейн, как полк сопровождения |
| 26.07.1942 г. | Западный фронт                | 1-я воздушная армия (СССР)          |                                                         | 202-я истребительная авиационная дивизия                | Харрикейн |
| 15.11.1942 г. | Западный фронт                | 1-я воздушная армия (СССР)          |                                                         | 202-я истребительная авиационная дивизия                | В состав полка включена 21-я отдельная корректировочная эскадрилья (10 Су-2), полк преобразован в отдельный корректировочный авиаполк на самолётах Су-2 и Харрикейн |
| 15.11.1942 г. | Западный фронт                | 1-я воздушная армия (СССР)          |                                                         |                                                         | Су-2 и Харрикейн |
| 16.06.1943 г. | Западный фронт                | 1-я воздушная армия (СССР)          |                                                         |                                                         | преобразован в иап, Харрикейн |
| 16.06.1943 г. | Западный фронт                | 1-я воздушная армия (СССР)          |                                                         | 204-я бомбардировочная авиационная дивизия              | Харрикейн, как полк сопровождения |
| 01.07.1943 г. | Западный фронт                | 1-я воздушная армия (СССР)          |                                                         |                                                         | Харрикейн |
| 16.10.1943 г. | Западный фронт                | 1-я воздушная армия (СССР)          |                                                         |                                                         | Сдал 22 «Харрикейна» в другие полки и убыл на доукомплектование и переучивание                                                                                      |
| 22.10.1943 г. | Приволжский военный округ     | ВВС Приволжского военного округа    |                                                         | 13-й запасной истребительный авиационный полк           | г. Кузнецк Пензенской области, переучивание на Як-1 и Як-9 |
| 18.11.1943 г. | Приволжский военный округ     | ВВС Приволжского военного округа    |                                                         | 13-й запасной истребительный авиационный полк           | г. Кузнецк Пензенской области, закончил переучивание на Як-1 и Як-9                                                                                                 |
| 25.11.1943 г. | Резерв Ставки ВГК             |                                     |                                                         | 331-я истребительная авиационная дивизия                | Як-1, Як-9 |
| 13.02.1944 г. | 1-й Украинский фронт          | 2-я воздушная армия                 | 5-й штурмовой авиационный корпус                        | 331-я истребительная авиационная дивизия                | Як-1, Як-9 |
| 17.09.1944 г. | 2-й Украинский фронт          | 5-я воздушная армия                 | 5-й штурмовой авиационный корпус                        | 331-я истребительная авиационная дивизия                | Як-1, Як-9 |
| 09.05.1945 г. | 2-й Украинский фронт          | 5-я воздушная армия                 | 5-й штурмовой авиационный корпус                        | 331-я истребительная авиационная дивизия                | Як-9 |
| 10.06.1945 г. | Одесский военный округ        | 5-я воздушная армия                 | 5-й штурмовой авиационный корпус                        | 331-я истребительная авиационная дивизия                | Як-9 |
| 28.08.1945 г. | Львовский военный округ       | 14-я воздушная армия                |                                                         | 331-я истребительная авиационная дивизия                | Як-9, Черляны |
| 03.05.1946 г. | Прикарпатский военный округ   | 14-я воздушная армия                |                                                         | 331-я истребительная авиационная дивизия                | Як-9, Черляны |
| 31.05.1946 г. | Киевский военный округ        | 2-я воздушная армия дальней авиации | 2-й гвардейский бомбардировочный авиационный корпус     |                                                         | Як-9, Узин (Узин) |
| 01.06.1946 г. | Киевский военный округ        | 2-я воздушная армия дальней авиации | 2-й гвардейский бомбардировочный авиационный корпус     |                                                         | Як-3, Узин (Узин) |
| 01.01.1948 г. | Киевский военный округ        | 2-я воздушная армия дальней авиации |                                                         | 182-я истребительная авиационная дивизия                | Як-3, Узин (Узин) |
| 01.01.1957 г. | Прикарпатский военный округ   | 57-я воздушная армия                |                                                         | 182-я истребительная авиационная дивизия                | Як-3, Узин (Узин) |
| 01.08.1958 г. | Прикарпатский военный округ   | 57-я воздушная армия                |                                                         | 279-я истребительная авиационная дивизия                | МиГ-15, Стрый (Стрый) Львовская область |
| 20.03.1960 г. | Прикарпатский военный округ   | 57-я воздушная армия                |                                                         | 131-я истребительная авиационная дивизия                | МиГ-17, Стрый (Стрый) Львовская область |
| 17.05.1960 г. | ПВО страны                    | 8-я армия ПВО                       | 28-й корпус ПВО                                         |                                                         | МиГ-17, Стрый (Стрый) Львовская область |
| 01.10.1960 г. | ПВО страны                    | 8-я армия ПВО                       | 28-й корпус ПВО                                         |                                                         | 10 Як-25 и 22 Су-9, Стрый (Стрый) Львовская область |
| 01.01.1978 г. | ПВО страны                    | 8-я армия ПВО                       | 28-й корпус ПВО                                         |                                                         | МиГ-23М, Стрый (Стрый) Львовская область |
| 01.01.1979 г. | Прикарпатский военный округ   | 14-я воздушная армия                |                                                         |                                                         | МиГ-23 М, Стрый (Стрый) Львовская область |
| 01.01.1979 г. | Прикарпатский военный округ   | 14-я воздушная армия                |                                                         |                                                         | МиГ-23 М, Стрый (Стрый) Львовская область, переформирован в апиб |
| 01.04.1980 г. | Прикарпатский военный округ   | ВВС Прикарпатского военного округа  |                                                         |                                                         | МиГ-23 М, Стрый (Стрый) Львовская область |
| 01.08.1984 г. | Прикарпатский военный округ   | ВВС Прикарпатского военного округа  |                                                         | 289-я авиационная дивизия истребителей-бомбардировщиков | МиГ-23 М, Стрый (Стрый) Львовская область |
| 01.03.1988 г. | ПВО страны                    | 8-я армия ПВО                       | 28-й корпус ПВО                                         |                                                         | МиГ-23М, Стрый (Стрый) Львовская область |
| 01.01.1992 г. | ПВО страны                    | 8-я армия ПВО                       | 28-й корпус ПВО                                         |                                                         | МиГ-23М, Стрый (Стрый) Львовская область. В составе ВВС Украины |

## Участие в операциях и битвах
- Ржевско-Вяземская операция — с 12 марта 1942 года по 20 апреля 1942 года.
- Ржевско-Сычёвская операция — с 30 июля 1942 года по 23 августа 1942 года.
- Погорело-Городищенская операция — с 30 июля 1942 года по 23 августа 1942 года.
- Ржевско-Вяземская операция — с 1 марта 1943 года по 30 марта 1943 года
- Курская битва — с 5 июля 1943 года по 23 августа 1943 года
- Смоленская операция — с 7 августа 1943 года по 2 октября 1943 года
- Оршанская наступательная операция — с 12 октября 1943 года по 22 октября 1943 года
- Проскуровско-Черновицкая наступательная операция — с 4 марта 1944 года по 17 апреля 1944 года.
- Львовско-Сандомирская операция — с 13 июля 1944 года по 3 августа 1944 года.
- Белградская операция — с 28 сентября 1944 года по 20 октября 1944 года.
- Дебреценская операция — с 6 октября 1944 года по 28 октября 1944 года.
- Будапештская операция — с 29 октября 1944 года по 13 февраля 1945 года.
- Западно-Карпатская операция — с 12 января 1945 года по 18 февраля 1945 года.
- Балатонская оборонительная операция — с 6 марта 1945 года по 15 марта 1945 года.
- Венская наступательная операция — с 16 марта 1945 года по 15 апреля 1945 года.
- Братиславско-Брновская наступательная операция — с 25 марта 1945 года по 5 мая 1945 года.
- Пражская операция — с 6 мая 1945 года по 11 мая 1945 года.

## Первая известная воздушная победа полка
Первая известная воздушная победа полка в Отечественной войне одержаны 16 сентября 1941 года: парой МиГ-3 (ведущий капитан Алабин Н. И.) воздушном бою в районе оз. Нина-Сельское сбит 2-местный самолёт противника неустановленного типа.
| Як-7УТ | Як-9УМ | Як-7 |

## Почётные наименования
179-му истребительному авиационному полку за отличие в боях за овладение городами Перемышль и Ярослав присвоено почётное наименование «Ярославский»

## Награды
179-й Ярославский истребительный авиационный полк за образцовое выполнение боевых заданий командования в боях с немецкими захватчиками при овладении городом  Цистерсдорф и проявленные при этом доблесть и мужество Указом Президиума Верховного Совета СССР от 17 мая 1945 года награждён орденом Суворова III степени.

## Благодарности Верховного Главнокомандующего
Верховным Главнокомандующим полку в составе 331-й иад объявлены благодарности:
- за овладение городом Львов[5]
- за овладение городами Сату-Маре, Карей и освобождение Трансильвании[6]
- за овладение городом Зволен[7]
- за овладение Этергомом, Несмеем, Фельше-Галлой и Татой[8]
- за овладение городом Банска-Бистрица[9]
- за овладение Комарно и Нове-Замки[10]
- за овладение городами Малацки, Брук, Превидза, Бановце[11]
- за овладение городом Брно[12]
- за овладение городами Яромержице, Зноймо, Голлабрунн и Штоккерау[13]

## Отличившиеся воины
За весь период войны личный состав полка был удостоен множества наград: Орденом Ленина — 1; Орденом Красного знамени — 33; Орденом Александра Невского — 5; Орденом Отечественной войны I степени — 31; Орденом Отечественной войны II степени — 36; Орденом Слава III степепни — 1; Орденом Красной звезды — 98; медалью «За отвагу» — 14; медалью «За боевые заслуги».
- Валеев Агзам Зиганшевич, майор, командир эскадрильи 179-го истребительного авиационного полка 331-й истребительной авиационной дивизии 5-го штурмового авиационного корпуса 5-й воздушной армии Указом Президиума Верховного Совета СССР 15 мая 1946 года удостоен звания Герой Советского Союза. Золотая Звезда № 8988
- Костиков, Михаил Михайлович, майор, штурман 179-го истребительного авиационного полка 331-й истребительной авиационной дивизии 5-го штурмового авиационного корпуса 5-й воздушной армии.
- Леднев Борис Семёнович, капитан, заместитель командира эскадрильи 179-го истребительного авиационного полка 331-й истребительной авиационной дивизии.

## Статистика боевых действий
Всего за годы Великой Отечественной войны полком:
| Выполнено боевых вылетов | Сбито самолётов в воздухе | Уничтожено самолётов всего |
| ------------------------ | ------------------------- | -------------------------- |
| 8124                     | 126                       | 128                        |

Свои потери:
| Потеряно самолётов, всего | Погибло лётчиков всего |
| ------------------------- | ---------------------- |
| 83                        | 35                     |

## Базирование
| Период                  | Место базирования                                            |
| ----------------------- | ------------------------------------------------------------ |
| 14.04.1945 — 13.05.1945 | Голич, Годонин (ныне Трнавский край, Словакия), Чехословакия |
| 28.08.1945 — 06.1946    | Черляны Львовская область                                    |
| 06.1946 — 1957          | Узин (Узин), Киевская область                                |
| 1957 — 12.1996          | Стрый (Стрый) Львовская область                              |

| Су-9 | МиГ-23 | Як-25 |

## Самолёты на вооружении
| Период      | Самолёты                      |
| ----------- | ----------------------------- |
| 1941 — 1942 | МиГ-3                         |
| 1941— 1942  | Hawker Hurricane              |
| 1942 — 1943 | Су-2                          |
| 1943 — 1944 | Як-1                          |
| 1943 — 1946 | Як-9                          |
| 1946 — 1953 | Як-3                          |
| 1953 — 1958 | МиГ-15                        |
| 1957 — 1965 | МиГ-17                        |
| 1960 — 1965 | Як-25 (одна аэ, 10 самолётов) |
| 1965 — 1978 | Су-9                          |
| 1978 — 1996 | МиГ-23 М                      |

## Происшествия
- 11 июня 1964 года во время учебного полёта на Су-9У в результате потери внимания на предпосадочном круге и опасного снижения скорости катапультировались капитан Мельников и инструктор майор Николаев. После катапультирования самолёт набрал высоту около 1300 метров. После полной выработки топлива он приземлился на пахоту в районе аэродрома, получив при этом серьёзные повреждения, и был списан[16].